# Inundatie van de IJzervlakte
De inundatie van de IJzervlakte door het openen van de sluizen van Nieuwpoort, eind oktober 1914, legde de opmars van de Duitse legers naar de havens aan Het Kanaal een definitieve halt op.

## De toestand, half oktober 1914
Op 4 augustus 1914 vallen de Duitse legers België binnen. De oorlog verloopt niet zoals gepland. Het Duitse Schlieffenplan en het Franse Plan XVII falen. Ze draaien uit op een reeks veldslagen gekend als de Slag aan de Grenzen, de Slag bij Bergen, De Slag aan de Marne en de Koers naar de Zee. Half oktober staan de Duitse legers tegenover het Franse en Britse leger op een vastgelopen front van Belfort aan de Zwitserse grens tot Armentière aan de Belgische grens.
Het Belgische veldleger was, na weerstand bij de forten van Luik en Namen, teruggetrokken naar de vesting Antwerpen. Van daar heeft het uitvallen gelanceerd tegen de Duitse flank. Het heeft uiteindelijk Antwerpen moeten opgeven en is terug getrokken naar de streek van Veurne waar het hoopt terug op krachten te kunnen komen. Het GHK (Groot Hoofdkwartier) is ondergebracht in het stadhuis van Veurne.

## Duitse plannen
Half oktober hebben de Duitsers het plan opgevat met het 4de Leger en 6de Leger tussen de Noordzeekust en Amentière door te stoten naar het Zuiden. Hun doel is de havens aan Het Kanaal te veroveren om, door hun communicatielijnen af te snijden, de Britten uit te schakelen en vervolgens met de Fransen af te rekenen.

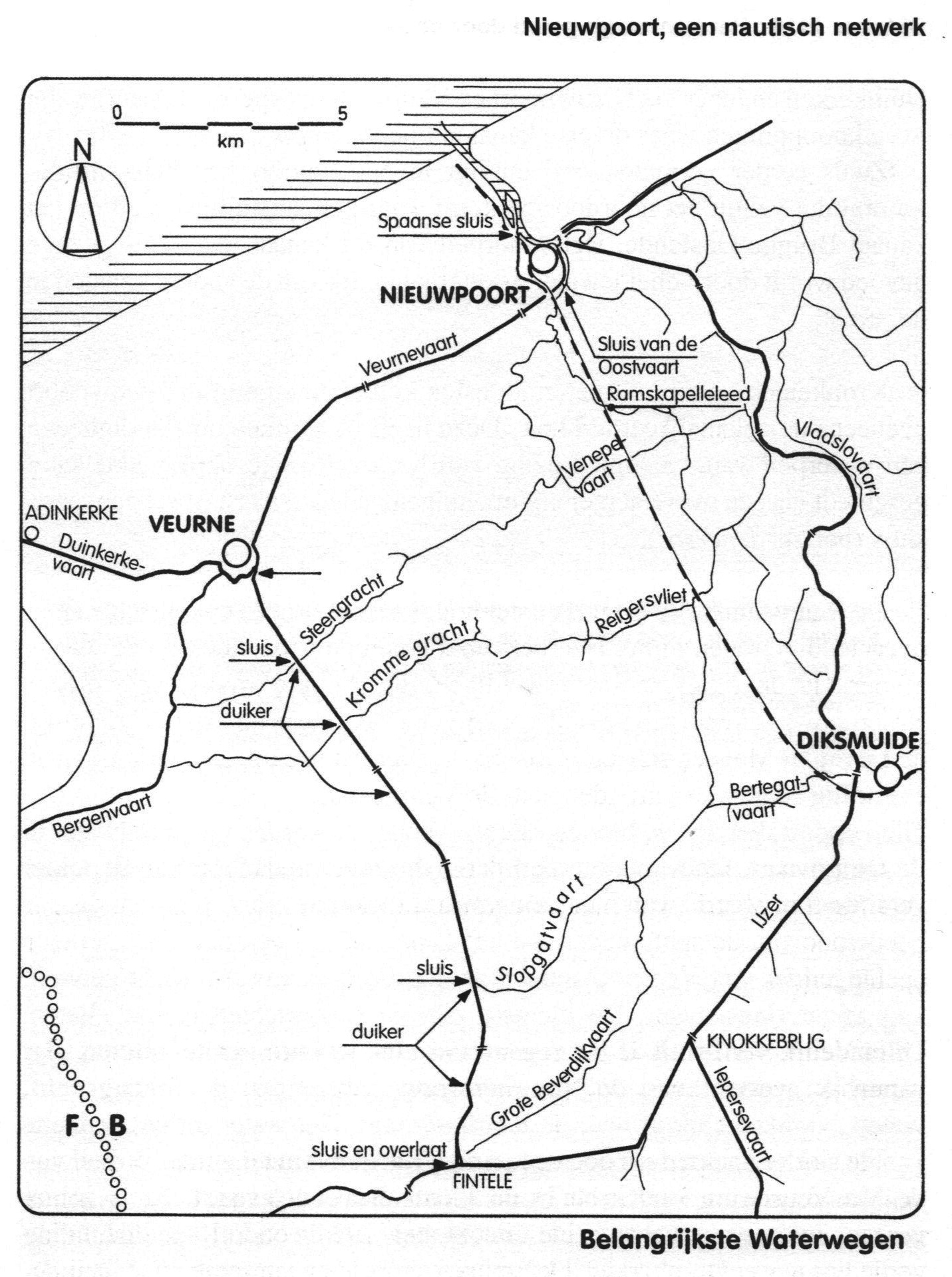
Polder Noord Watering Veurne

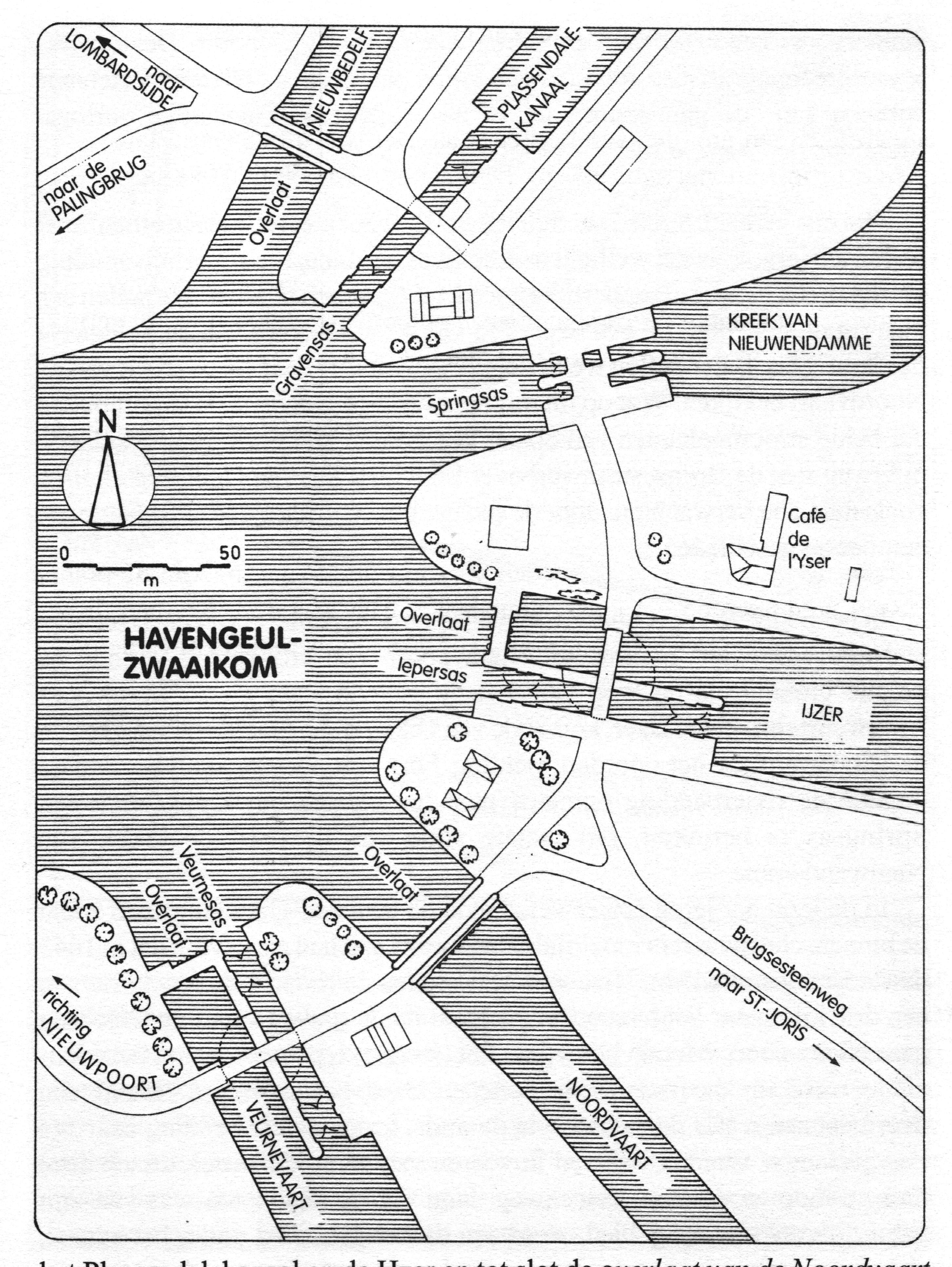
De Ganzepoot in Nieuwpoort

## Opdracht van het Belgische Leger
Om de Duitse legers de doorbraak naar het Zuiden te ontzeggen worden de Britten ingezet bij Ieper en het Belgische Leger links van hen, van Nieuwpoort tot Boezinge, bij Ieper. Het Belgische leger zal stelling nemen achter de IJzer en het kanaal van Knokkebrug naar Ieper. De Fransen zullen de Belgen bijstaan met één divisie.
Het operatiegebied van de Belgen is een polder, doorsneden door kanalen voor scheepvaart en afwatering en tal van vaarten en sloten voorzien van sluizen, regelbare dammen en verlaten of overlaten. Stafofficieren van het het GHK, kapitein Nuyten en kapitein Robert Thys, doorkruisen het toegewezen operatiegebied en nemen contacten met o.m. de sasmeester van Nieuwpoort, G. Dingens. De waterhuishouding van de polder wordt verzekerd door de Noord Watering Veurne (NWV), een eeuwenoude publiekrechtelijke organisatie. De waterstand in de polder (23.500 ha) wordt in zijn geheel geregeld door het complex van sluizen en overlaten in Nieuwpoort. Bij hoge tij moeten alle sluizen en overlaten gesloten worden om de zee buiten te houden. Bij lage tij kunnen sluizen en overlaten geopend worden om te spuien. De spoorlijn van Nieuwpoort tot Diksmuide ligt op een verhoogde berm boven op de ontwateringsvaarten en sloten.

## Verloop van de strijd
Op 18 oktober begint de Duitse aanval die aanleiding wordt voor de Eerste Slag om Ieper en de Slag om de IJzer. 
Op 21 oktober hebben de Belgische verdedigers de voorposten in de dorpen ten oosten van de IJzer moeten opgeven maar ze houden nog altijd de bruggenhoofden op de verplichte doorgangen op de IJzer, Nieuwpoort, Schore, Tervate en, met de Franse mariniers, Diksmuide.

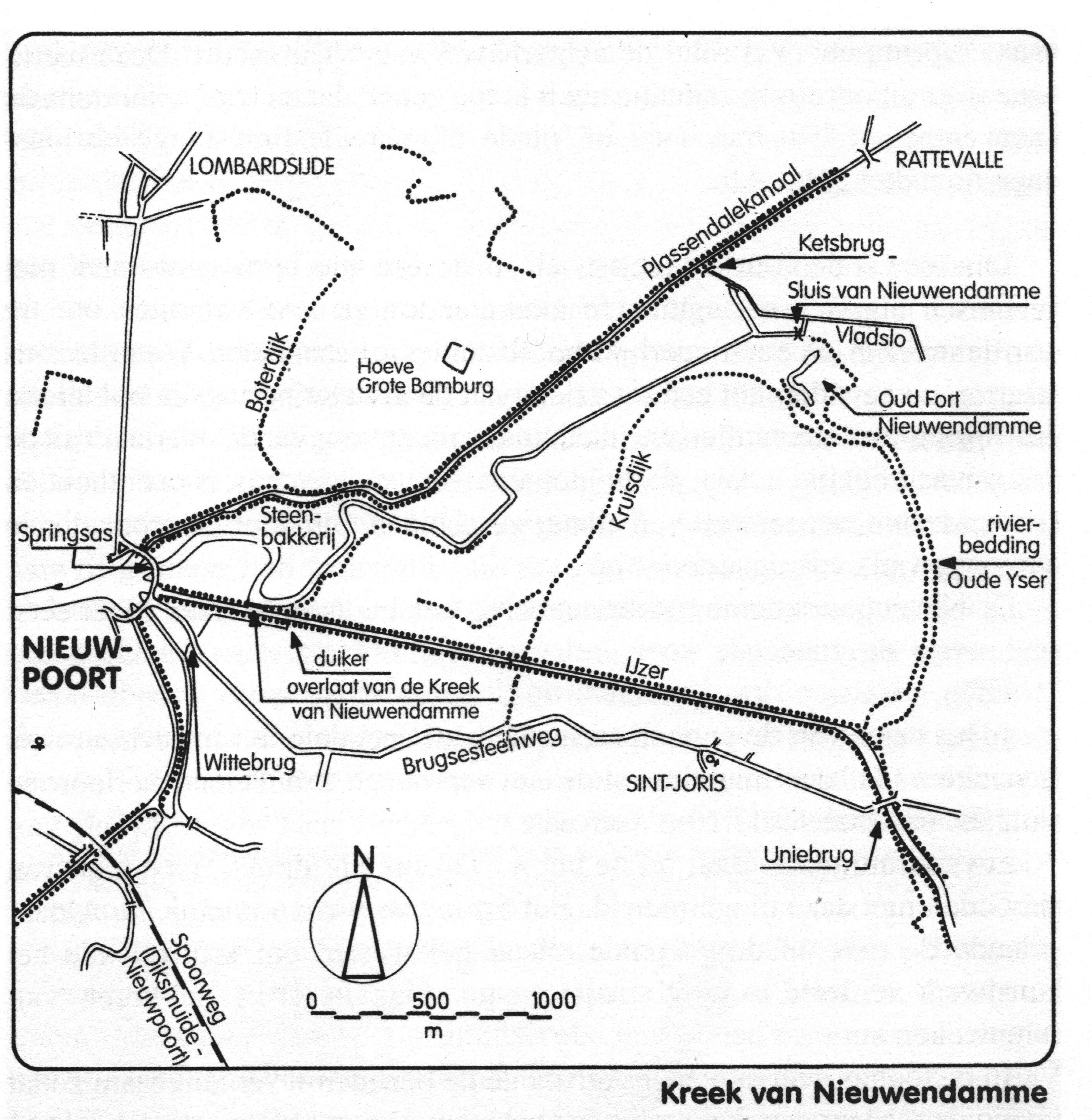
Nieuwlandpolder tussen IJzer en Plassendalekanaal

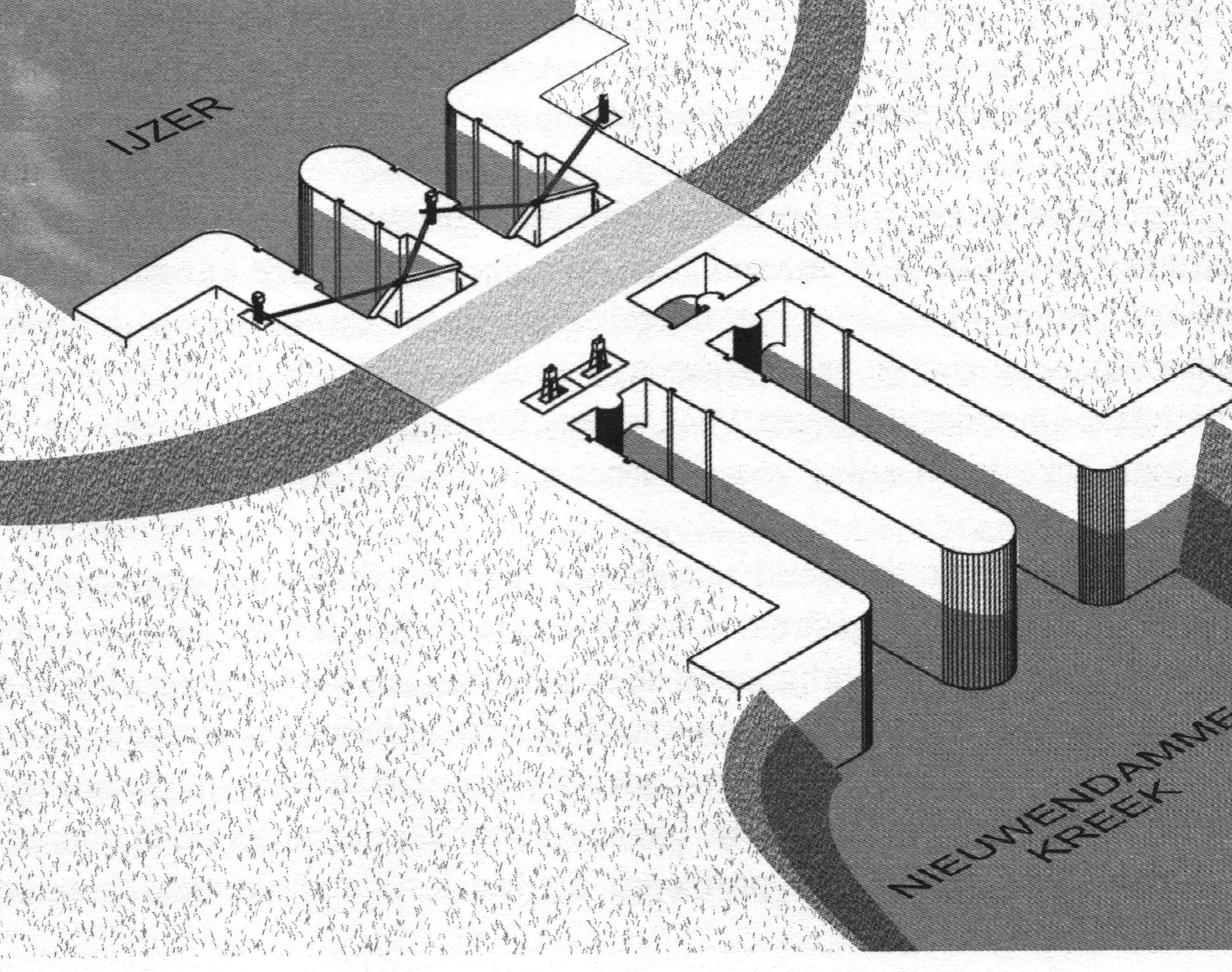
Springsas of Scheursas

## Een inundatie op de rechteroever van de IJzer
Om het bruggenhoofd van Nieuwpoort, Noord en Oost van de IJzer, te verstevigen wordt  beslist de Nieuwland polder Noord van de IJzer, tussen Nieuwpoort en de Uniebrug, onder water te zetten. De avond van 21 oktober openen Belgische soldaten de overlaten van de Kreek van Nieuwendamme (het Springsas, ook Scheursas genoemd). Hendrik Geeraert is daarbij behulpzaam. Een strook land tussen de rechteroever van de IJzer en het kanaal van Plassendale komt over een lengte van 3 km onder water.

## De inundatie op de linkeroever van de IJzer

### Aanleiding
Op 22 oktober slagen Duitse eenheden er in de IJzer over te steken en een bruggenhoofd te vestigen in de bocht van Tervate.
Op 23 oktober hebben de Belgen hun bruggenhoofden Oost van de IJzer moeten opgeven. Behalve in Nieuwpoort en Diksmuide zijn de mogelijke plaatsen om de IJzer over te steken nu in Duitse handen. De Belgen moeten zich terug trekken achter de afwateringskanalen Noordvaart, Beverdijk, Reigersvliet en het dorp Oud-Stuivekenskerke, een linie met beperkte defensieve waarde, min of meer evenwijdig aan de IJzer.
Op 24 oktober wordt Koning Albert op de hoogte gesteld van de Franse plannen voor een onderwaterzetting tussen Duinkerke, Lo, Veurne en Sint-Winoksbergen. Het Belgische leger zou zich ofwel in allerijl moeten terug trekken naar Frankrijk of volledig geïsoleerd worden. Gelukkig worden de Franse inundatieplannen afgeblazen. De catastrofale gevolgen voor België, wanneer de Franse plannen toch waren doorgegaan, zijn onoverzienbaar.

### Het inundatieplan
Op 25 oktober 1914 beslist het GHK (Groot Hoofdkwartier) weerstand te bieden achter de spoorweg Diksmuide-Nieuwpoort.  
Karel Cogge, een opzichter van de Noordwatering Veurne (NWV), wordt op het stadhuis van Veurne ontboden om de mogelijkheid te bespreken het deel van de IJzervlakte tussen de IJzer en de spoorweg te inunderen. Karel Cogge bevestigt dat het plan dat kapitein Nuyten opgevat had, uitvoerbaar is mits een aantal werken uit te voeren. Hij stelt voor de overlaat van Veurne-Ambacht (de overlaat op de Noordvaart) van het sluizencomplex te gebruiken om het zeewater toegang te geven tot de polder.
Het plan wordt goedgekeurd en orders worden gegeven voor het dichten van een dertigtal duikers onder de spoorwegberm om die om te vormen tot een dijk.

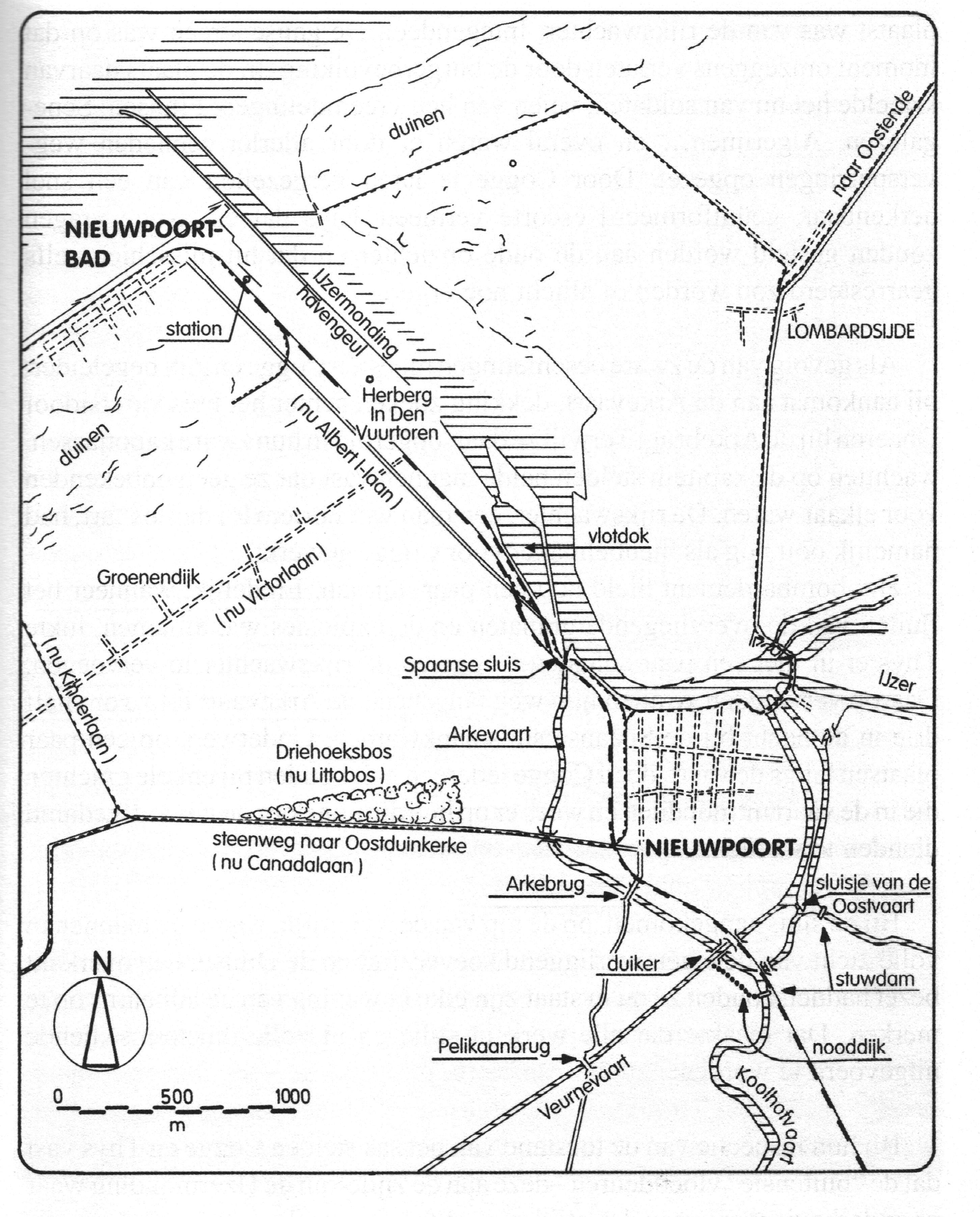
Inundaties langs de Spaanse sluis, ook Kattesas genoemd

### HetKattesaswordt open gezet
Op 26 oktober verlaten de Belgische troepen de linie Noordvaart-Beverdijk-Reigersvliet en trekken zich terug achter de spoorwegberm. Het GHK oordeelt dat de Veurne Ambacht overlaten van het sluizencomplex niet kunnen gebruikt worden. Het GHK vreest dat Duitse posten, dicht bij de  sluizen, de activiteiten aan de Veurne Ambacht overlaten zouden waarnemen, de Belgische intenties doorzien en dwarsbomen. Cogge stelt dan voor het Kattesas (ook Oud Veurnesas of Spaanse sas of Spaanse sluis genoemd) te gebruiken. Het Kattesas is een voormalige schutsluis, West van de stad, voorzien van ebdeuren en vloeddeuren. Er moet dan wel eerst een dijk van enkele honderden meters worden opgeworpen tussen de afdamming van de Koolhofvaart en de Veurnevaart om het water naar de Oostkant van de spoorweg te leiden.
In de nacht van 26 op 27 oktober, rond 2.30  uur worden de deuren van het Kattesas een eerste maal geopend. De vloeddeuren zijn niet verankerd. Om 3.45 uur vervullen ze hun voorziene rol: ze sluiten zich onder druk van het wassende water. De instroom van zeewater stopt.
Ondertussen worden Duitse aanvallen in de richting van Booitshoeke en het station van Pervijze afgeslagen.
In de nacht van 27 op 28 oktober kunnen tijdens de eb de vloeddeuren van het Kattesas weer geopend worden. Ze worden deze keer stevig verankerd in hun kassen. De los gemaakte vrij draaiende ebdeuren worden bij vloed door het wassende water geopend. Ze zullen automatisch dicht slaan wanneer het tij keert en het water in de inundatie ophouden. De daarop volgende dagen zal de inundatie via het Kattesas tweemaal per dag  gevoed worden zonder verdere menselijke tussenkomst.
De voormalige schutsluis is maar 5,60 meter breed en laat slechts een klein debiet toe. De inundatie is op 29 oktober nog altijd beperkt tot het gebied  tussen Nieuwpoort en Ramskapelle.

### Deoverlaat van Veurne-Ambachtwordt geopend

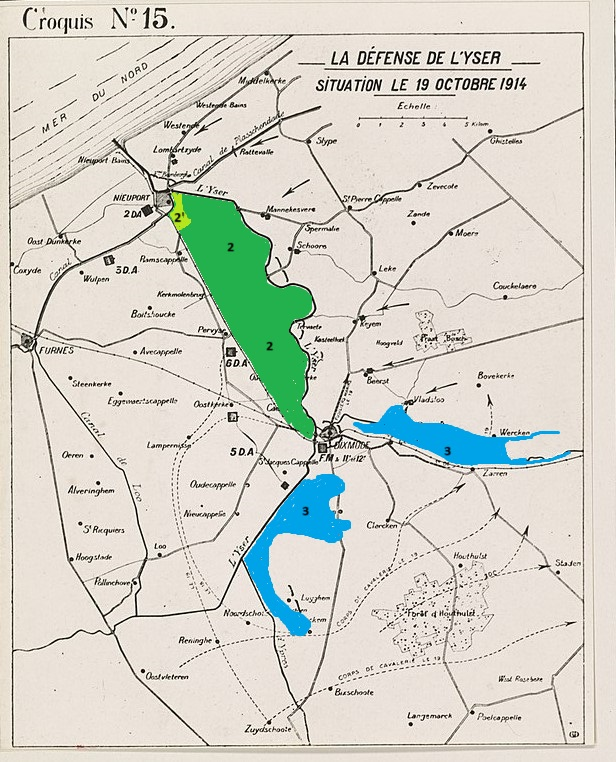
Inundaties 1914

Na zware artilleriebeschietingen trekt op 29 oktober omstreeks 10 uur Duitse infanterie tussen Booitshoeke en Pervijze ten aanval. Het is het begin van de enorme inspanning die het hele 4de leger van de hertog van Württemberg ‘s anderendaags over een breed front wil ondernemen en waarop Keizer Wilhelm, die sinds 26 oktober in Tielt verblijft, zou toezien.
De Belgische legerleiding beslist dan het eerste advies van Cogge te volgen en toch van de Veurne Ambacht overlaten gebruik te maken.  
De nacht van 29 op 30 oktober openen Belgische soldaten, geholpen door Hendrik Geeraert, de Veurne Ambacht overlaat op de Noordvaart.
Op 30 oktober omstreeks 7 uur vallen Ramskapelle en het station van Pervijze in handen van de Duitse troepen. Belgische en Franse troepen zetten in de namiddag een tegenaanval in om Ramskapelle te heroveren. De eerste stormloop heeft geen succes. In de vroege avond wordt de aanval hernomen en de huizen ten Westen van de dorpskom ingenomen.
Tegen de avond van 30 oktober is het water 4 tot 5 km landinwaarts gestroomd. De polder Oost van Ramskapelle staat onder water. Om 20 uur worden de Veurne Ambacht overlaten opnieuw geopend. Ondertussen wordt ook langs het Kattesas automatisch water aangevoerd. Tot 1 uur neemt het water geruisloos de sloten en lage gronden in. Vóór de spoorberm, ter hoogte van Ramskapelle en Pervijze, ligt weldra een 2 km breed watertapijt. Wegen en sloten zijn onzichtbaar geworden. De Duitse troepen zitten letterlijk vast in de modder en het water. De voorste elementen kunnen niet bevoorraad worden, versterkt of afgelost. 
In de late avond geven de Duitse  bevelhebbers zich rekenschap van de toestand. Verdere aanvallen worden afgelast en de troepen die zich kunnen vrijmaken worden teruggetrokken ten Oosten van de IJzer. Duitse troepen tussen de spoorweg en het dorp zullen ’s anderendaags,  31 oktober, hardnekkig maar vergeefs weerstand bieden tegen de Belgische troepen die de aanval richting Ramskapelle station hernomen hebben. De gevechten rond Ramskapelle staan bekend als de Slag bij Ramskapelle. De Slag bij Ramskapelle markeert het einde van de Slag om de IJzer.

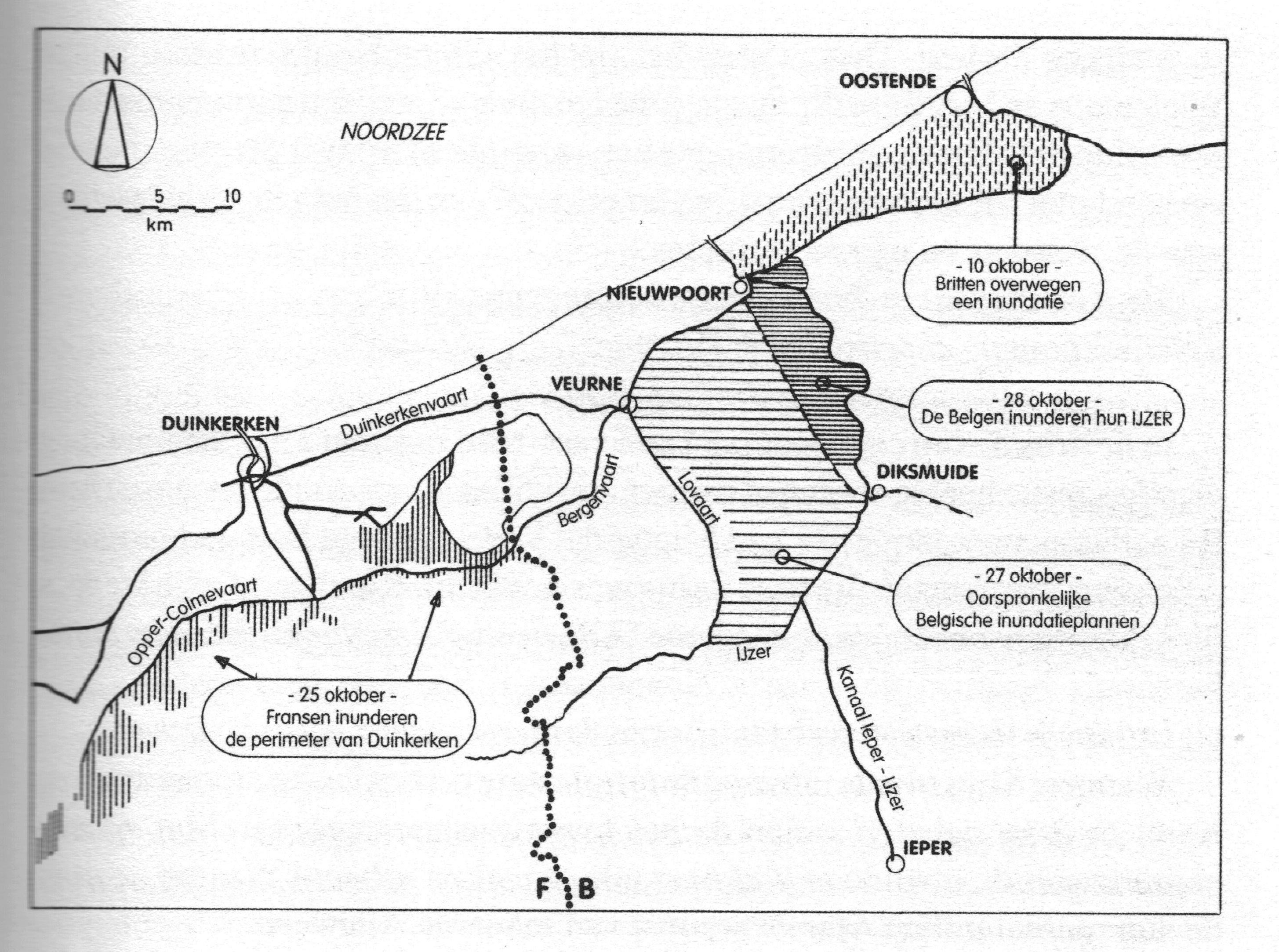
Meerdere inundaties

## Meerdere inundaties
De beschreven inundaties waren niet de enige die in ogenschouw genomen waren. Het Belgische leger dacht aanvankelijk ook aan een inundatie van gans de polder tussen de IJzer en de Lovaart. De Britten onderzochten de mogelijkheid een herinschepingsbruggenhoofd rond Oostende te beschermen met een inundatie.
Na de Slag om de IJzer werden bijkomende inundaties gesteld Noord van Nieuwpoort en Oost van Diksmuide. Stroomopwaarts Diksmuide, op de rechteroever van de IJzer en voor het kanaal IJzer-Ieper werden overstromingen gerealiseerd met neerslagwater, aangevoerd van de heuvels bij Ieper. Stroomopwaarts Knokke, in het eigen achtergebied, werden inundaties gesteld met het oog op een mogelijke herinrichting van de defensieve opstelling.
Een Compagnie Sapeurs-Pontonniers, bevolen door kapitein Robert Thys, werd opgericht om de inundatie en de ontregelde waterhuishouding van de polder Noord Watering Veurne te beheren.

## Na de oorlog
Na de oorlog werden de inundatie en de betrokken personen, in het bijzonder Hendrik Geeraert, mythische afmetingen toegedicht. Feit is dat de onderwaterzetting het Duitse leger de laatste kans ontnam om door te stoten en op korte termijn de uitslag van de oorlog te beslissen. Niet alleen op tactisch en strategisch vlak, ook op politiek vlak was de inundatie betekenisvol: het Belgische leger had op Belgische grond een overwinning behaald en zou de vier volgende jaren de ingenomen positie achter de inundatie houden. Koning Albert zou gans de oorlog een soeverein Belgisch buitenlands beleid kunnen voeren.
In 2014, honderd jaar na het begin van de Eerste Wereldoorlog, komen de Slag aan de IJzer en de inundatie van de IJzervlakte weer in de belangstelling. De ruimte onder het Koning Albert I-monument in Nieuwpoort werd ingericht als een bezoekerscentrum met de naam  "Westfront", hier in de betekenis van uiterste Westen van het Westfront in de traditionele betekenis. De Duitse inval, de inundatie, en het lot van Nieuwpoort worden er op een historisch verantwoorde en aanschouwelijke wijze belicht.